# Bodotria tosaensis
Bodotria tosaensis är en kräftdjursart som beskrevs av Hiroshi Harada 1967. Bodotria tosaensis ingår i släktet Bodotria och familjen Bodotriidae. Inga underarter finns listade i Catalogue of Life.